# Jérémie Janot
Jérémie Janot (ur. 11 października 1977 w Valenciennes) – francuski piłkarz grający na pozycji bramkarza.

## Kariera klubowa
Janot urodził się w mieście Valenciennes, jednak karierę piłkarską rozpoczął w Saint-Étienne. Wychował się w klubie AS Saint-Étienne i po występach w drużynie młodzieżowej w 1996 roku awansował do kadry pierwszej drużyny prowadzonej przez Pierre’a Mankowskiego. Wtedy też zadebiutował w rozgrywkach Ligue 2. W swoich początkowych sezonach był tylko rezerwowym w ASSE. W 1999 roku awansował z tym klubem do Ligue 1 i pełnił wówczas rolę rezerwowego dla Jérôme Alonzo. W Ligue 1 zadebiutował 16 lutego 2000 roku w wygranym 5:4 domowym spotkaniu z Montpellier HSC. W 2001 roku spadł z Saint-Étienne do Ligue 2 i jeszcze przez rok był dublerem Dominique’a Casagrande. Jednak już w sezonie 2002/2003 stał się pierwszym bramkarzem klubu, a w sezonie 2003/2004 powrócił z nim do pierwszej ligi francuskiej. W 2005 roku zajął z Saint-Étienne 5. miejsce w Ligue 1, a latem 2005 wystąpił w Pucharze Intertoto, w którym ASSE dotarło do finału, jednak nie awansowało do Pucharu UEFA notując gorszy bilans bramkowy w dwumeczu z rumuńskim CFR Cluj. Kolejny sukces odniósł w sezonie 2006/2007, gdy został wybranym Najlepszym Bramkarzem Sezonu we Francji. Sezon 2007/2008 zakończył z „Zielonymi” na 5. miejscu. 
W 2012 roku Janot był wypożyczony do FC Lorient. W tym samym roku odszedł do Le Mans FC, gdzie w 2013 zakończył karierę.
W Ligue 1 rozegrał 255 spotkań.
| Sezon   | Klub             | Kraj    | Rozgrywki  | Mecze | Bramki |
| ------- | ---------------- | ------- | ---------- | ----- | ------ |
| 1996/97 | AS Saint-Étienne | Francja | Division 2 | 14    | 0      |
| 1997/98 | AS Saint-Étienne | Francja | Division 2 | 1     | 0      |
| 1998/99 | AS Saint-Étienne | Francja | Division 2 | 9     | 0      |
| 1999/00 | AS Saint-Étienne | Francja | Division 1 | 5     | 0      |
| 2000/01 | AS Saint-Étienne | Francja | Division 1 | 14    | 0      |
| 2001/02 | AS Saint-Étienne | Francja | Ligue 2    | 1     | 0      |
| 2002/03 | AS Saint-Étienne | Francja | Ligue 2    | 28    | 0      |
| 2003/04 | AS Saint-Étienne | Francja | Ligue 2    | 37    | 0      |
| 2004/05 | AS Saint-Étienne | Francja | Ligue 1    | 38    | 0      |
| 2005/06 | AS Saint-Étienne | Francja | Ligue 1    | 37    | 0      |
| 2006/07 | AS Saint-Étienne | Francja | Ligue 1    | 36    | 0      |
| 2007/08 | AS Saint-Étienne | Francja | Ligue 1    | 22    | 0      |
| 2008/09 | AS Saint-Étienne | Francja | Ligue 1    | 26    | 0      |
| 2009/10 | AS Saint-Étienne | Francja | Ligue 1    | 38    | 0      |
| 2010/11 | AS Saint-Étienne | Francja | Ligue 1    | 36    | 0      |
| 2011/12 | AS Saint-Étienne | Francja | Ligue 1    | 0     | 0      |
| 2011/12 | FC Lorient       | Francja | Ligue 1    | 3     | 0      |
| 2012/13 | Le Mans FC       | Francja | Ligue 2    | 16    | 0      |